# San Francisco Opera
San Francisco Opera je operní dům v San Francisku.
Založil ji v roce 1923 Gaetano Merola a byla otevřena představením La Bohème. Nejprve se hrálo v budově Civic Auditorium, dnešní působiště, War Memorial Opera House, bylo otevřeno v roce 1932.
Po smrti Meroly, v roce 1953, převzal vedení Kurt Herbert Adler. Adler přivedl na místní scénu mnoho evropských pěveckých hvězd a přičinil se o světové renomé.
Dalšími řediteli byli Terence McEwen (1982-1988), Lotfi Mansouri (1988-2001), Pamela Rosenberg (2001-2005) a od ledna 2006 David Gockley.